# ルックアウトバレー
座標: 南緯23度32分31.97秒 西経46度38分07.26秒 / 南緯23.5422139度 西経46.6353500度

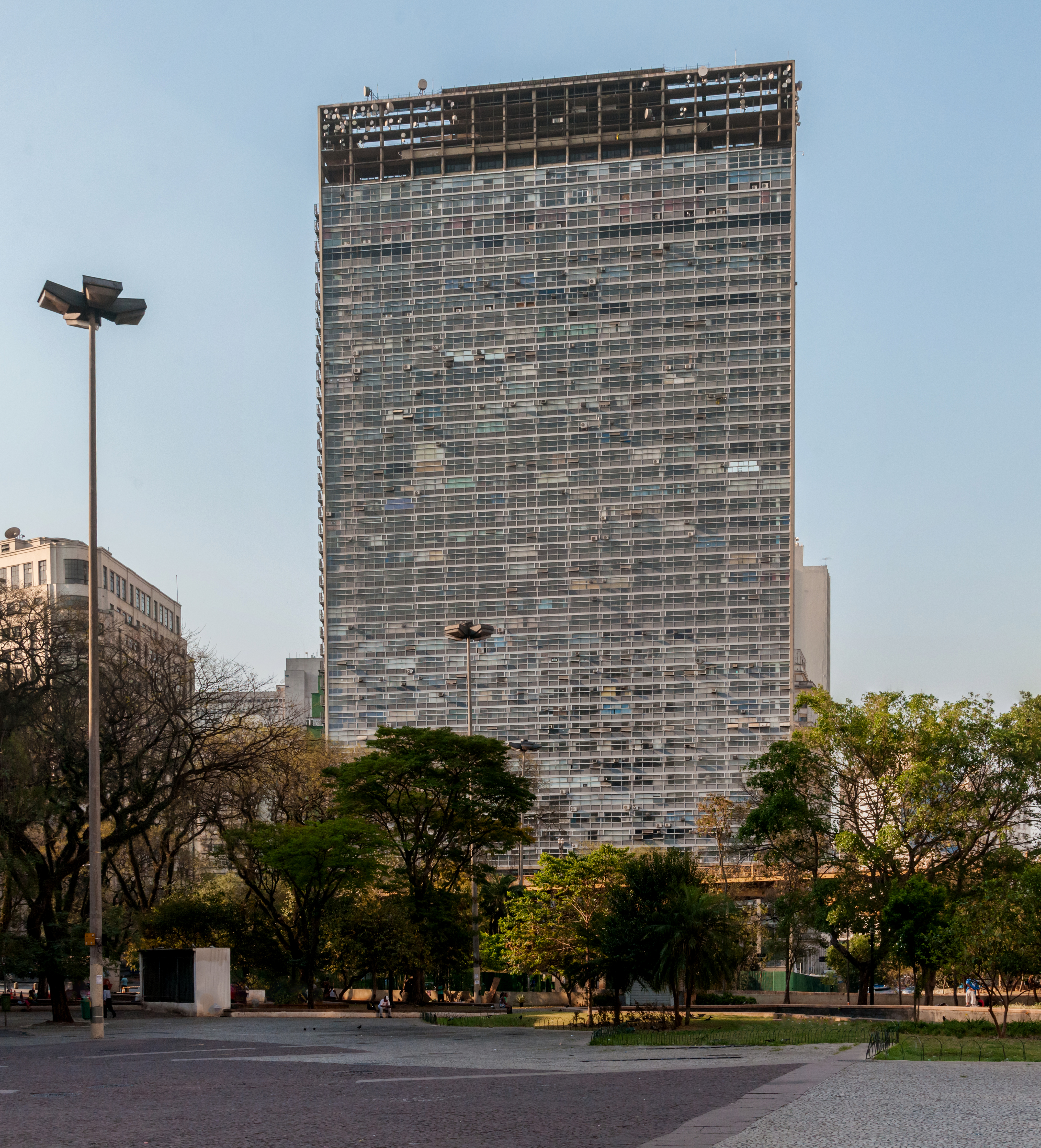
ルックアウトバレー

ルックアウトバレー（Mirante do Vale） は、ブラジルのサンパウロにある超高層ビル。高さ170m、51階建て。2022年現在ブラジルで最も高いビルである。